# Sigma (DJ-Duo)
Sigma ist ein britisches DJ- und Produzenten-Duo aus dem Bereich Drum and Bass, das aus Cameron James Edwards (* 1982)
und Joe Aluin Lenzie (* 1982) besteht.

## Bandgeschichte
Cameron Edwards und Joe Lenzie schlossen sich während des Studiums an der Universität in Leeds zu Sigma zusammen. Ursprünglich gehörte auch noch der Kommilitone Ben Mauerhoff dazu. 2006 gingen sie nach London und begannen mit ersten Singleveröffentlichungen bei Labels wie Charge und Bingo Beats. Als Duo gründeten sie 2009 ihr eigenes Label mit dem Namen Life Recordings und veröffentlichten dort eine Neuabmischung einer früheren Aufnahme mit dem Titel El Presidente VIP. Damit gelang ihnen der Szenedurchbruch und sie bekamen bei den Drum & Bass Arena Awards die Newcomer-Auszeichnung. Im Jahr darauf waren sie an der Single zu Skeptas größtem Hit Rescue Me mit einem Remix beteiligt. Außerdem veröffentlichten sie beim Label Breakbeat Kaos ihre beiden ersten EPs mit dem Titel Stand Up Tall Part 1 und Part 2. Zusammen mit einem der Labelbesitzer, DJ Fresh, nahmen sie außerdem für dessen Album Kryptonite den Song Lassitude auf. Er wurde auch als Single veröffentlicht und verpasste nur knapp die Top 75 der UK-Charts.
In den folgenden beiden Jahren folgten weitere EP-Veröffentlichungen sowie internationale Auftritte, die ihre Bekanntheit weiter steigerten. 2013 veröffentlichten sie mit Summer Calling ihre erste Single beim Label 3beat. Sie hatten damit einen Hit in verschiedenen Genrecharts und sechsstellige Zugriffszahlen bei den YouTube-Channeln UKF und Liquicity. Ende des Jahres erschien das Stück Rudeboy zusammen mit dem Londoner Grime-Musiker Doctor. Damit erreichten sie erstmals eine Platzierung in offiziellen britischen Charts. Außerdem trugen sie Anfang 2014 einen Remix zum Nummer-eins-Hit My Love von Route 94 bei.
Anfang April desselben Jahres veröffentlichten sie ihre nächste Single Nobody to Love. Sie stieg direkt auf Platz eins der britischen Charts ein. Das Stück war ursprünglich ein Bootleg-Remix von Bound 2 von Kanye West, bei dem Charlie Wilson den Refrain Nobody to Love singt. Nach dem Erfolg bei den britischen Radiostationen nahmen Sigma das Lied in einer eigenen Version neu auf und veröffentlichten es als Single.

## Diskografie

### Alben
| Jahr | Titel Musiklabel   | Höchstplatzierung, Gesamtwochen, AuszeichnungChartplatzierungen (Jahr, Titel, Musiklabel, Platzierungen, Wochen, Auszeichnungen, Anmerkungen) | Höchstplatzierung, Gesamtwochen, AuszeichnungChartplatzierungen (Jahr, Titel, Musiklabel, Platzierungen, Wochen, Auszeichnungen, Anmerkungen) | Höchstplatzierung, Gesamtwochen, AuszeichnungChartplatzierungen (Jahr, Titel, Musiklabel, Platzierungen, Wochen, Auszeichnungen, Anmerkungen) | Höchstplatzierung, Gesamtwochen, AuszeichnungChartplatzierungen (Jahr, Titel, Musiklabel, Platzierungen, Wochen, Auszeichnungen, Anmerkungen) | Anmerkungen                            |
| Jahr | Titel Musiklabel   | DE | AT | CH | UK | Anmerkungen                            |
| ---- | ------------------ | --- | --- | --- | --- | -------------------------------------- |
| 2015 | Life 3Beat         | — | — | — | UK28 Gold · (21 Wo.)UK | Erstveröffentlichung: 3. Dezember 2015 |
| 2022 | Hope 3Beat         | — | — | — | — | Erstveröffentlichung: 17. Juni 2022    |
| 2024 | London Sound 3Beat | — | — | — | — | Erstveröffentlichung: 26. Januar 2024  |

### EPs
- 2007: El Presidente
- 2007: El Presidente (VIP)
- 2009: Nexus
- 2010: Stand Tall (Part 1)
- 2010: Stand Tall (Part 2)
- 2011: Night & Day (Part 1)
- 2011: Night & Day (Part 2)
- 2014: Rudeboy (VIP)
- 2017: Life (Remixes)

### Singles
| Jahr | Titel Album         | Höchstplatzierung, Gesamtwochen, AuszeichnungChartplatzierungen (Jahr, Titel, Album, Platzierungen, Wochen, Auszeichnungen, Anmerkungen) | Höchstplatzierung, Gesamtwochen, AuszeichnungChartplatzierungen (Jahr, Titel, Album, Platzierungen, Wochen, Auszeichnungen, Anmerkungen) | Höchstplatzierung, Gesamtwochen, AuszeichnungChartplatzierungen (Jahr, Titel, Album, Platzierungen, Wochen, Auszeichnungen, Anmerkungen) | Höchstplatzierung, Gesamtwochen, AuszeichnungChartplatzierungen (Jahr, Titel, Album, Platzierungen, Wochen, Auszeichnungen, Anmerkungen) | Anmerkungen                                                            |
| Jahr | Titel Album         | DE | AT | CH | UK | Anmerkungen                                                            |
| ---- | ------------------- | --- | --- | --- | --- | ---------------------------------------------------------------------- |
| 2010 | Lassitude –         | — | — | — | UK98 (1 Wo.)UK | Erstveröffentlichung: 28. November 2010 feat. DJ Fresh                 |
| 2013 | Rudeboy Life        | — | — | — | UK56 (2 Wo.)UK | Erstveröffentlichung: 15. Dezember 2013 feat. Doctor                   |
| 2014 | Nobody to Love Life | DE7 Platin · (33 Wo.)DE | AT4 (25 Wo.)AT | CH8 (22 Wo.)CH | UK1 ×2Doppelplatin · (33 Wo.)UK | Erstveröffentlichung: 6. April 2014                                    |
| 2014 | Changing Life       | DE87 (5 Wo.)DE | AT32 (8 Wo.)AT | — | UK1 ×2Doppelplatin · (34 Wo.)UK | Erstveröffentlichung: 14. September 2014 feat. Paloma Faith            |
| 2015 | Higher Life         | — | — | — | UK12 Silber · (7 Wo.)UK | Erstveröffentlichung: 22. März 2015 feat. Labrinth                     |
| 2015 | Glitterball Life    | DE64 (1 Wo.)DE | AT66 (1 Wo.)AT | — | UK4 Platin · (17 Wo.)UK | Erstveröffentlichung: 24. Juli 2015 feat. Ella Henderson               |
| 2015 | Redemption Life     | — | — | — | — | Erstveröffentlichung: 2. Oktober 2015 mit Diztortion feat. Jacob Banks |
| 2015 | Coming Home Life    | DE45 (9 Wo.)DE | AT47 (6 Wo.)AT | — | UK15 Gold · (22 Wo.)UK | Erstveröffentlichung: 6. November 2015 feat. Rita Ora                  |
| 2016 | Stay Life           | — | — | — | — | Erstveröffentlichung: 18. März 2016                                    |
| 2016 | Nightingale –       | — | — | — | — | Erstveröffentlichung: 2016                                             |
| 2016 | Cry –               | — | — | — | UK21 Silber · (8 Wo.)UK | Erstveröffentlichung: 20. Mai 2016 feat. Take That                     |
| 2016 | Find Me –           | — | — | — | UK36 Gold · (14 Wo.)UK | Erstveröffentlichung: 4. November 2016 feat. Birdy                     |
| 2017 | Forever –           | — | — | — | — | Erstveröffentlichung: 2017 feat. Quavo & Sebastian Kole                |
| 2018 | Anywhere –          | — | — | — | UK90 Silber · (1 Wo.)UK | Erstveröffentlichung: 15. Juni 2018                                    |
| 2019 | Say It –            | — | — | — | — | Erstveröffentlichung: 2019 feat. Thandi Phoenix                        |
| 2019 | Here We Go Again –  | — | — | — | UK98 (1 Wo.)UK | Erstveröffentlichung: 29. März 2019 feat. Louisa                       |
| 2019 | Dilemma –           | — | — | — | — | Erstveröffentlichung: 12. Juli 2019                                    |
| 2019 | You and Me as One – | — | — | — | — | Erstveröffentlichung: 2019 feat. Jack Savoretti                        |
| 2019 | Sell My Soul –      | — | — | — | — | Erstveröffentlichung: 2019 feat. Maverick Sabre                        |
| 2020 | 2 Hearts –          | — | — | — | — | Erstveröffentlichung: 2020 mit Sam Feldt feat. Gia Koka                |
| 2020 | Rest of My Life –   | — | — | — | — | Erstveröffentlichung: 2020 feat. Shakka                                |
| 2020 | High on You –       | — | — | — | — | Erstveröffentlichung: 2020 feat. John Newman                           |

## Remixe
- 2009: State of Mind – Flawless
- 2009: Adam F & Horx feat. Redman – Shut the Lights Off
- 2009: The Nextmen feat. Ms. Dynamite & Andy Cato – The Lion’s Den
- 2009: McLean – Broken
- 2010: Skepta – Rescue Me
- 2010: Lauren Pritchard – Not the Drinking
- 2010: Duck Sauce – Barbra Streisand
- 2010: Danny Byrd – We Can Have It All
- 2011: Fenech-Soler – Demons
- 2011: Eric Prydz – Nilton (The Reason)
- 2011/2013: DJ Nut Nut – Special Dedication
- 2011/2012: Stanton Warriors feat. Ruby Goe – Shoot Me Down
- 2011: Sway feat. Kelsey – Level Up
- 2012: Rusko – Somebody to Love
- 2012: Ellie Goulding feat. Tinie Tempah – Hanging On
- 2012: Friction vs. Camo & Krooked feat. Dynamite MC – Stand Up
- 2013: Stylo G – Soundbwoy
- 2013: Parachute Youth – Can’t Get Better Than This
- 2014: Kanye West – Bound 2
- 2014: DJ Fresh vs. Jay Fay feat. Ms. Dynamite – Dibby Dibby Sound
- 2014: Route 94 feat. Jess Glynne – My Love
- 2014: Clean Bandit feat. Sharna Bass – Extraordinary
- 2014: Kiesza – Hideaway
- 2014: DJ Zinc feat. Sneaky Sound System – Show Me
- 2016: The Chainsmokers feat. XYLØ – Setting Fires

## Produktionen
- 2013: Ellie Goulding – You My Everything
- 2015: Ella Eyre – Good Times
- 2019: Thandi Phoenix & Sigma – Say It
- 2019: Professor Green feat. Nahli – Bad Decisions

## Auszeichnungen für Musikverkäufe
| Goldene Schallplatte - Australien - 2014: für die Single Changing - Belgien - 2014: für die Single Nobody to Love - Dänemark - 2014: für das Streaming Nobody to Love - Neuseeland - 2019: für das Album Life | Platin-Schallplatte - Australien - 2014: für die Single Nobody to Love - Neuseeland - 2022: für die Single Changing 2× Platin-Schallplatte - Neuseeland - 2023: für die Single Nobody to Love |

Anmerkung: Auszeichnungen in Ländern aus den Charttabellen bzw. Chartboxen sind in ebendiesen zu finden.
| Land/RegionAuszeichnungen für Musikverkäufe (Land/Region, Auszeichnungen, Verkäufe, Quellen) | Silber     | Gold     | Platin       | Verkäufe  | Quellen              |
| -------------------------------------------------------------------------------------------- | ---------- | -------- | ------------ | --------- | -------------------- |
| Australien (ARIA)                                                                            | —          | Gold1    | Platin1      | 105.000   | aria.com.au          |
| Belgien (BRMA)                                                                               | —          | Gold1    | —            | 15.000    | ultratop.be          |
| Dänemark (IFPI)                                                                              | —          | Gold1    | —            | —         | ifpi.dk              |
| Deutschland (BVMI)                                                                           | —          | —        | Platin1      | 300.000   | musikindustrie.de    |
| Neuseeland (RMNZ)                                                                            | —          | Gold1    | 3× Platin3   | 97.500    | radioscope.co.nz NZ2 |
| Vereinigtes Königreich (BPI)                                                                 | 3× Silber3 | 3× Gold3 | 5× Platin5   | 4.300.000 | bpi.co.uk            |
| Insgesamt                                                                                    | 3× Silber3 | 7× Gold7 | 10× Platin10 |           |                      |